# سی‌اف‌بی گندر
سی‌اف‌بی گندر (به انگلیسی: CFB Gander) یک فرودگاه نظامی باربری با کد یاتا YQX است که یک باند فرود آسفالت دارد و طول باند آن ۳۱۰۹ متر است. این فرودگاه در کشور کانادا قرار دارد و در ارتفاع ۱۵۱ متری از سطح دریا واقع شده‌است.